# Nadap
Nadap je vas na Madžarskem, ki upravno spada pod podregijo Gárdonyi Županije Fejér.